# Râul Răcătău, Siret
Râul Răcătău este un curs de apă, afluent al râului Siret. 